# Phymatarum borneense
Phymatarum borneense M.Hotta – gatunek rośliny, reofitycznego chamefitu, z monotypowego rodzaju Phymatarum z plemienia Schismatoglottideae w rodzinie obrazkowatych, endemiczny dla Borneo. Zasiedla błotniste brzegi meandrujących strumieni nizinnych oraz rzadziej nisko położone, okresowo zalewowe tereny leśne. Nazwa naukowa pochodzi od greckich słów φύματος (phymatos – wierzchołek, guzek, obrzęk) i άρον (aron → Arum); borneense odnosi się do miejsca występowania gatunku.

## Morfologia
PokrójPłożąca lub zwisająca roślina o wysokości do 40 cm.
ŁodygaMięsista, z międzywęźlami, o długości do 3 cm i średnicy do 2 cm. Zwykle ukorzeniona na całej długości.
LiścieRoślina tworzy kilka liści. Ogonek krótszy lub równy długości blaszki liściowej, o długości od 5 do 27 cm, odosiowo spłaszczony, tworzący pochwę u nasady. Blaszki odwrotnie lancetowate do wąsko eliptycznych, o wymiarach 12–25 × 2,5–8 cm, grubo błoniaste, twarde; odosiowo błyszczące i ciemnozielone, przyosiowo jaśniejsze; wierzchołkowo spiczaste, z krótkim kończykiem. Żyłki pierwszorzędowe przyosiowo wyraźne, o purpurowym odcieniu, dalej o odcieniu blaszki. Użyłkowanie tworzy regularną siateczkę.
KwiatyRoślina tworzy od jednego do trzech jednopiennych kwiatostanów typu kolbiastego pseudancjum. Szypułka otoczona pochewką przypominającą języczek, w okresie kwitnienia krótsza od pochwy kwiatostanu, później wydłużona. Pochwa o długości od 6 do 9,5 cm, zwężona; w dolnej części wąsko jajowata, lekko asymetryczna, zielona do purpurowo-zielonej. Górna część kremowa do różowej, szeroko lancetowata, ostro zakończona. Kolba o długości od 5 do 7 cm. Kwiaty żeńskie położone na długości do 2,5 cm. Słupki duże, stłoczone, o średnicy do 3 mm, kuliste, mocno wgłębione. Znamię słupka osadzone, tarczowate, lekko wgłębione centralnie, brodawkowate. Kwiaty męskie położone na długości do 1,3 cm, oddzielone od żeńskich paskiem prątniczek, przylegającym do pochwy, o długości do 1 cm. Prątniczki nieregularnie zaokrąglone lub prostokątne, nieco wgłębione centralnie, brodawkowate. Pręciki długie, okrągło-prostokątne, o średnicy około 2 mm, na szczycie dzwonowato-brodawkowate. Pylniki ze smukłym, ostro skierowanym w dół wierzchołkiem przypominającym róg, o długości 0,8 mm. Wyrostek kolby wąsko stożkowaty o długości do 3,5 cm, tępy, pokryty prątniczkami.
OwoceZielono-białe jagody, wydłużone, odwrotnie jajowate, o długości do 6 mm i średnicy do 4 mm. Nasiona eliptyczne, o długości do 5 mm i średnicy 1,5 mm. Łupina podłużnie żeberkowana.